# Rila (stad)
Rila (Bulgaars: Рила) is een stad in het zuidwesten van Bulgarije in de gelijknamige gemeente in de oblast Kjoestendil. De stad ligt in een bergachtig gebied aan de voet van het zuidwestelijke Rilagebergte, 20 km van het Rilaklooster, 34 km van de stad Doepnitsa en 65 km van de stad Kjoestendil.

## Geschiedenis[1]
Het gebied was in de klassieke oudheid bewoond door Thraciërs en Romeinen. De stad was bekend onder de namen Sportela en Roligera. In de middeleeuwen was het onderdeel van het Bulgaarse rijk. In de 14e eeuw kwam de plaats in bezit van het Rilaklooster. Waarschijnlijk werd de plaats toen als Driska beschreven in een oorkonde van tsaar Ivan Shishman. In 1576 werd de naam van de stad in de belastingregisters van het Ottomaanse Rijk als İrlie geschreven.

## Bevolking
De laatste volkstelling van Bulgarije werd gehouden op 7 september 2021. De gemeente Rila telde toen 2.442 inwoners, waarvan 2.072 in de stad Rila en de overige 370 inwoners in vier dorpen. Het grootste dorp was Smotsjevo met 190 inwoners, gevolgd door Pastra met 145 inwoners. In Rilski Manastir en Padala woonden respectievelijk 23 en 12 inwoners.
- 1934 3666
Koninkrijk Bulgarije
- 1946 4185
Volksrepubliek Bulgarije
- 1956 4400
Volksrepubliek Bulgarije
- 1965 4228
Volksrepubliek Bulgarije
- 1975 4062
Volksrepubliek Bulgarije
- 1985 3644
Volksrepubliek Bulgarije
- 1992 3423
Republiek Bulgarije
- 2001 3094
Republiek Bulgarije
- 2011 2368
Republiek Bulgarije
- 2021 2072
Republiek Bulgarije

- Koninkrijk Bulgarije
- Volksrepubliek Bulgarije
- Republiek Bulgarije

### Etniciteit
In de gemeente Rila wonen hoofdzakelijk etnische Bulgaren. In 2021 vormden de 2.350 etnische Bulgaren ruim 96% van de totale bevolking. Uitgezonderd van enkele tientallen Roma waren er geen andere vermeldenswaardige minderheden.
|                  | Aantal (2011) | %      | Aantal (2021) | %      |
| Totaal           | 2888          | 100,00 | 2442          | 100,00 |
| Bulgaren         | 2659          | 92,07  | 2350          | 96,23  |
| Bulgaarse Turken | 2             | 0,07   | 1             | 0,04   |
| Roma             | 73            | 2,52   | 51            | 2,09   |
| Overig           | 4             | 0,14   | 2             | 0,08   |
| Onbekend         | 9             | 0,31   | 11            | 0,45   |
| Geen antwoord    | 141           | 4,88   | 27            | 1,11   |

## Bezienswaardigheden
Op 2,5 kilometer ten oosten van Rila ligt het 14e-eeuwse nonnenklooster Orlica.
Bobosjevo - Bobov Dol - Doepnitsa - Kotsjerinovo - Kjoestendil - Nevestino - Rila - Sapareva Banja - Trekljano